# Funkcionalna analiza dela
Funkcionalna analiza dela integrira analizo sistema dela in analizo nalog pri oblikovanju in urejanju delovnih mest , njen namen je objektivnost, zanesljivost in veljavnost opisov delovnih mest. Koncept funkcionalne analize dela je v poznih štiridesetih letih 20. stoletja razvil Sidney A. Fine, zaradi potrebe po izboljšavah v Slovarju poklicev (Dictionary of occupational titles), ki je bil dolgo časa glavni vir informacij pristojne institucije Združenih držav Amerike - United states Training and employment service . V šestdesetih letih so njene koncepte izboljšali in razvili v orodje za analizo delovnih mest . 

## Opredelitev
Funkcionalna analiza dela je konceptualni sistem, ki definira dimenzije delovnih aktivnosti (podatki, ljudje, stvari) in področja izvedbe dela (kognitivni, afektivni, psihomotorični) ter oboje ohranja v medsebojnem odnosu. Je metoda opazovanja, s katero lahko opazujemo in beležimo delo posameznikov in je metoda analize, ki povezuje rezultate dela s cilji delovne organizacije ter s spretnostmi, z znanjem in s stališči delavcev. Pri vsem tem je osnovna enota dela in s tem analize naloga . Slednjo definiramo kot dejanje ali niz dejanj, ki vodijo k določenemu končnemu rezultatu ali cilju in temeljijo na določeni ravni delovanja. Akcija ali niz akcij, potrebne za izvedbo naloge, so lahko v osnovi fizične narave (npr. delo z elektronskim pisalnim strojem), mentalne (npr. analiziranje podatkov) in/ali medosebne (npr. posvetovanje z drugo osebo) 
Funkcionalno analizo dela uporabljamo za analizo različnih delovnih mest na vseh ravneh spretnosti v vladnih in neprofitnih organizacijah ter zasebni industriji . Funkcionalna analiza dela delovna mesta analizira na podlagi preučevanja nalog, saj se enake ali podobne naloge pojavljajo znotraj različnih delovnih mest in so relativno stabilne v času. Naloga predstavlja ključni povezovalni člen med delavcem in delovnim mestom . Običajno ta pristop uporabljamo sočasno za eno delovno mesto, pri čemer je osnova funkcionalne analize dela seznam nalog, ki jih neko delo zahteva . 
Delovno mesto je sestavljeno iz niza nalog, za izvedbo katerih se delavci usposabljajo, njihova uspešnost je odvisna od tega, kako dobro jih opravijo. Pridobivanje kadrov in selekcijski kriteriji so odvisni od zahtev ali kvalifikacij, ki jih delavec potrebuje za opravljanje določenih nalog. Kompleksnost nalog določa klasifikacijo del, vsebina nalog določa oceno potrebnih zalog in zahtev za različne tipe poklicev. Naloge so osnovna enota načrta dela, delovne učinkovitosti in upravljanja dela. Vsaka naloga, ki jo analiziramo, izhaja iz določenega cilja dela. Kadar delavec nalogo ustrezno opravi, postane rezultat te naloge izhodišče doseganja določenega cilja . 

## Lestvice
Znotraj te metode so razvili merske lestvice, ki ocenjujejo različne elemente, s katerimi so preko uporabe lastnih spretnosti in zmožnosti na področju kognitivnega, medosebnega in fizičnega delovanja delavci na svojih delovnih mestih v stiku. Ti objekti so: podatki, osebe in stvari . Funkcionalne lestvice podatkov, ljudi in stvari definirajo funkcionalne/vedenjske stopnje, ki so stopnje spretnosti .

### Lestvica funkcij v odnosu do podatkov
V nadaljevanju so opisane posamezne stopnje lestvice funkcij v odnosu do podatkov. 
| Stopnje | |
| ------- | --- |
| 1       | Primerjanje (comparing) Izbere, razvršča ali ureja podatke, ljudi ali stvari, glede na predpisane standarde presoja o podobnosti/različnosti opaznih funkcionalnih, strukturnih ali sestavnih karakteristik.                                                                                        |
| 2       | Prepisovanje (copying) Prepisuje, vnaša in/ali objavlja podatke, pri tem sledi shemi ali načrtu za sestavljanje ali izdelavo stvari in uporablja različne delovne pripomočke. |
| 3a      | Računanje (computing) Uporablja aritmetične operacije in izdeluje poročila in/ali izvede predpisano dejavnost, povezano z njimi. |
| 3b      | Zbiranje (compiling) Zbira, pregleda ali klasificira informacije o podatkih, ljudeh ali stvareh, pri tem sledi shemi ali sistemu, vendar je pri aplikaciji preudaren. |
| 4       | Analiziranje (analyzing) Pregleda in oceni podatke o stvareh, podatkih ali ljudeh z ozirom na kriterije, standarde in/ali zahteve določene discipline, vede, tehnike ali spretnosti, da določi posledice in premisli o alternativah.                                                                |
| 5a      | Prenavljanje (innovating) Modificira, spremeni in/ali adaptira obstoječe modele, postopke ali metode, da bi te ustrezale edinstvenim določilom, nenavadnim pogojem ali specifičnim standardom učinkovitosti znotraj celotnega okvira delujočih teorij, principov in/ali organizacijskih kontekstov. |
| 5b      | Koordiniranje (coordinating) Odloča o času, prostoru in zaporedju operacij procesa, sistema ali organizacije in/ali potreb po reviziji ciljev, politike ali procesov. Vključeno je tudi nadziranje, sprejemanje odločitev, poročanje o dogodkih.                                                    |
| 6       | Sintetiziranje (synthesizing) Gre po novih poteh na podlagi osebne intuicije, čustev in idej, neozirajoč se na tradicijo, izkušnje in obstoječe parametre, da bi iznašel nove opredelitve problema, nove pristope k reševanju problema in nove sistemske, operativne ali estetske rešitve.          |

### Lestvica funkcij v odnosu do ljudi
V nadaljevanju so opisane stopnje lestvice funkcij v odnosu do ljudi. 
| Stopnje | |
| ------- | --- |
| 1a      | Prejemanje navodil/pomoč (taking instructions-helping) Posveti se delovni nalogi, navodilu ali naročilu nadzornega. Takojšnje ali verbalno sporazumevanje ni nujno, razen kadar je potrebna razjasnitev navodil. |
| 1b      | Streženje (serving) Posveti se potrebam/željam ljudi/živali ali izraženim/implicitnim željam ljudi. Vključena je neposredna reakcija. |
| 2       | Izmenjavanje informacij (exchanging information) Pogovarja se in/ali sporoča ljudem, da prenesejo ali pridobijo informacije ali razjasni podrobnosti določene naloge znotraj dobro osnovanih procesov. |
| 3a      | Treniranje (coaching) Spoprijatelji se s posamezniki ali jih s približevanjem vrstniku/družinskemu članu spodbuja na osebni ravni, naj bo to ena-na-ena ali v manjši skupini. Daje navodila, nasvete in nudi osebno pomoč pri vsakodnevnih aktivnostih, uporabi različnih institucionalnih servisov in sodelovanju v skupinah.                   |
| 3b      | Prepričevanje (persuading) Vpliva na druge v korist produkta, usluge ali stališča, s pomočjo pogovora ali predstavitve. |
| 3c      | Razvedrilo (diverting) Razvedri druge, da jih zabava, zmede ali da popestri dogajanje. |
| 4a      | Posvetovanje (consulting) Služi kot vir tehničnih informacij in jih predaja ali posreduje ideje za definiranje, pojasnilo, povečanje ali izboljšanje procesov, sposobnosti ali podrobnosti produkta. |
| 4b      | Inštruiranje (instructing) Uči snov ali trenira druge, vključujoč živali, preko razlage, predstavitve in testa. |
| 4c      | Obravnavanje (treating) Deluje na ali je v interakciji s posamezniki, z majhnimi skupinami ali z živalmi, ki potrebujejo pomoč. Izpelje specializirane terapevtske ali prilagoditvene postopke. Sistematično opazuje rezultate obravnave. Posameznike, ko je to potrebno, motivira, podpira in inštruira.                                        |
| 5       | Nadziranje (supervising) Določi in/ali interpretira delovni proces za skupino delavcev, pripiše jim določene obveznosti, ohranja harmonične odnose med njimi, oceni učinke dela in promovira učinkovitost ter druge organizacijske vrednote, sprejema odločitve na procesnih in tehničnih ravneh.                                                |
| 6       | Pogajanje (negotiating) Pogaja se in razpravlja na formalni ravni, kot predstavnik ene od pogajalskih strani, z namenom doseganja koristi v sredstvih, pravicah, privilegijih in/ali pogodbenih obveznostih. Strategijo »daje in vzame« aplicira znotraj meja, ki jih postavi avtoriteta ali znotraj prepoznanih zahtev in integritete programa. |
| 7       | Mentorstvo (mentoring) Dela s posamezniki, ki imajo težave, katere vplivajo na prilagoditve v njihovih življenjih. Svetuje, vodi jih na podlagi pravnih, znanstvenih, kliničnih, duhovnih in/ali drugih profesionalnih principov. Klientom svetuje glede implikacij analize ali diagnoze, možnih ukrepov in prednosti ene strategije pred drugo. |

### Lestvica funkcij v odnosu do stvari
V nadaljevanju so opisane stopnje lestvice v odnosu do stvari. 
| Stopnje | |
| ------- | --- |
| 1a      | Rokovanje (handling) Dela (reže, oblikuje, sestavlja itd.), koplje, premika ali prenaša objekte, materiale, orodje itd., ki so eden ali v manjšem številu in so glavni pripomočki delavca. Ni potrebno veliko natančnosti. Vključena je uporaba ročnih vozičkov in podobnega. |
| 1b      | Posluževanje (feeding-offbearing) Vstavlja, meče, odlaga, namešča ali odmika materiale v/iz strojev ali opreme, ki so avtomatske ali z njimi delajo drugi delavci. Natančnost ni pod nadzorom delavca. |
| 1c      | Nadziranje (tending) Zažene, ustavi in nadzira delovanje strojev in opreme, ki so jih prej nastavili drugi delavci. Vključene so vse situacije s stroji, v katerih ni posebne namestitve ali spremembe namestitev, v katerih so cikli zelo kratki, je alternativ za nestandardne oblike dela malo in v katerih je le malo prilagoditev predpisanih. |
| 2a      | Manipuliranje (manipulating) Dela (reže, oblikuje, sestavlja itd.), koplje, premika, vodi ali prenaša objekte ali materiale, ti so v večjem številu. Natančnost je lahko manjša ali visoka. Vključena je strežba in uporaba običajnih prenosljivih orodij z izmenljivi deli in običajnih orodij okoli doma (kuhinjska orodja, orodja za vrt). |
| 2b      | Upravljanje in nadzor (operating-controlling) Zažene, ustavi, nadzira in prilagaja stroj ali opremo, ki je zasnovana za izdelovanje in/ali razvijanje podatkov, ljudi ali stvari. Delavec lahko sodeluje pri aktiviranju stroja ali pa primarno pri zaganjanju in ustavitvi polavtomatskih strojev. Delo s strojem v poteku dela vključuje pripravo in prilagoditev stroja in/ali materiala. Nadziranje opreme vključuje nadziranje meril, številk itd. |
| 2c      | Vodenje (driving-controlling) Zažene, ustavi in nadzira delovanje strojev, pri katerih mora postopek voditi ali usmerjati, da bi izdelal, razvil in/ali premaknil stvari ali ljudi. Nenehno mora biti pozoren in pripravljen na reagiranje. |
| 3a      | Natančno delo (precision working) Dela, premika, vodi ali namešča objekte ali materiale na podlagi standardnih praktičnih procesov, število objektov, materialov, orodij itd. zajema celotno delovanje. Pričakuje se natančnost znotraj osnovanih končnih predpisov. |
| 3b      | Vzpostavljanje funkcij (setting up) Namešča stroje in opremo, vstavlja orodja, prilagaja vzorce in/ali popravlja stroje ali opremo, da jih pripravi oziroma postavi v prejšnje stanje/pravilno delovanje, glede na navodila ali specifikacije načrta. Vključuje odgovornost za natančnost. Lahko vključuje enega ali več strojev za druge delavce ali za delavčevo lastno delovanje.                                                                    |

## Prednosti in pomanjkljivosti analize dela
Funkcionalna analiza dela je le ena od metod, s katerimi analiziramo delovna mesta, zato v nadaljevanju navajam prednosti in slabosti celotnega področja. 

### Prednosti
- pridobivanje pomembnih informacij, povezanih z delom

- ustvarjanje skladnosti med delovnim mestom in zaposlenim

- ustvarjanje učinkovitih strategij zaposlovanja

- vodenje procesov evaluacije in ocene učinkovitosti

- analiza potreb po treningih in razvoju

- odločanje o kompenzacijah in nagradah

### Pomanjkljivosti
- časovno neekonomična

- osebna pristranskost

- vir podatkov je lahko zelo majhen

- zahteva veliko truda posameznikov

- tisti, ki analizira, potrebuje veliko znanja in spretnosti

- spoznavnih sposobnosti ne moremo neposredno opazovati

## Uporabnost
Analiza dela nam daje podrobne informacije o nalogah in aktivnostih določenega delovnega mesta. Zajema vsebino delovnih mest, ki je opisana na določeni točki v času. Težave nastanejo zaradi hitrega spreminjanja delovnih mest in maksimalne prilagodljivosti, ki jo organizacije potrebujejo. Analiza dela je uporabna, če imajo organizacije delovna mesta, ki so strukturirana glede na specifične naloge in razmeroma stabilna, lahko pa uporabljajo modificirane pristope k analizi dela. Namen analize dela, opisan zgoraj, ostaja enak kot je bil nekoč, le da nam danes analiza dela da veliko več informacij. Še vedno pa so potrebne izboljšave . 